# La Ville-aux-Bois-lès-Dizy
La Ville-aux-Bois-lès-Dizy és un municipi francès situat al departament de l'Aisne i a la regió dels Alts de França. L'any 2007 tenia 195 habitants.

## Demografia

### Població
El 2007 la població de fet de La Ville-aux-Bois-lès-Dizy era de 195 persones. Hi havia 76 famílies de les quals 20 eren unipersonals (12 homes vivint sols i 8 dones vivint soles), 24 parelles sense fills, 28 parelles amb fills i 4 famílies monoparentals amb fills.
La població ha evolucionat segons el següent gràfic:
Habitants censats

### Habitatges
El 2007 hi havia 89 habitatges, 74 eren l'habitatge principal de la família, 11 eren segones residències i 4 estaven desocupats. Tots els 89 habitatges eren cases. Dels 74 habitatges principals, 59 estaven ocupats pels seus propietaris, 12 estaven llogats i ocupats pels llogaters i 3 estaven cedits a títol gratuït; 1 tenia una cambra, 6 en tenien dues, 16 en tenien tres, 25 en tenien quatre i 27 en tenien cinc o més. 60 habitatges disposaven pel capbaix d'una plaça de pàrquing. A 34 habitatges hi havia un automòbil i a 33 n'hi havia dos o més.

### Piràmide de població
La piràmide de població per edats i sexe el 2009 era:
| Homes | Edats   | Dones |
| ----- | ------- | ----- |
| 0     | 95 o +  | 0     |
| 0     | 90 a 94 | 0     |
| 0     | 85 a 89 | 0     |
| 4     | 80 a 84 | 4     |
| 0     | 75 a 79 | 0     |
| 4     | 70 a 74 | 8     |
| 4     | 65 a 69 | 8     |
| 0     | 60 a 64 | 4     |
| 0     | 55 a 59 | 0     |
| 12    | 50 a 54 | 0     |
| 16    | 45 a 49 | 16    |
| 4     | 40 a 44 | 4     |
| 8     | 35 a 39 | 4     |
| 16    | 30 a 34 | 8     |
| 0     | 25 a 29 | 4     |
| 4     | 20 a 24 | 0     |
| 8     | 15 a 19 | 8     |
| 0     | 10 a 14 | 0     |
| 16    | 5 a 9   | 8     |
| 8     | 0 a 4   | 8     |

## Economia
El 2007 la població en edat de treballar era de 135 persones, 97 eren actives i 38 eren inactives. De les 97 persones actives 76 estaven ocupades (46 homes i 30 dones) i 21 estaven aturades (12 homes i 9 dones). De les 38 persones inactives 10 estaven jubilades, 12 estaven estudiant i 16 estaven classificades com a «altres inactius».

### Ingressos
El 2009 a La Ville-aux-Bois-lès-Dizy hi havia 76 unitats fiscals que integraven 205 persones, la mediana anual d'ingressos fiscals per persona era de 14.108 €.

### Activitats econòmiques
Dels 4 establiments que hi havia el 2007, 2 eren d'empreses de construcció, 1 d'una empresa immobiliària i 1 d'una empresa de serveis.
Dels 2 establiments de servei als particulars que hi havia el 2009, 1 era un paleta i 1 electricista.
L'any 2000 a La Ville-aux-Bois-lès-Dizy hi havia 8 explotacions agrícoles.

## Poblacions més properes
El següent diagrama mostra les poblacions més properes.